# 2015年愛知県知事選挙
2015年愛知県知事選挙（2015ねんあいちけんちじせんきょ）は、2015年（平成27年）2月1日に執行された愛知県知事選挙である。

## 選挙データ

### 告示日
- 2015年（平成27年）1月15日

### 執行日
- 2015年（平成27年）2月1日
- 当日の投票時間帯:

## 立候補者
2名、届け出順。
| 候補者名（読み）               | 年齢 | 党派                                                                                     | 肩書き                           |
| ------------------------------ | ---- | ---------------------------------------------------------------------------------------- | -------------------------------- |
| 大村秀章 （おおむら ひであき） | 54   | 無所属 （民主党、公明党、維新の党、次世代の党、生活の党、減税日本、自民党愛知県連 推薦） | 愛知県知事（現職）               |
| 小松民子 （こまつ たみこ）     | 64   | 無所属 （共産党 推薦）                                                                   | 愛知県社会保障推進協議会事務局長 |

- 期日前投票:1月16日 ~ 1月31日

### 選挙のタイムライン
- 2014年9月24日 - 現職知事の大村秀章が愛知県議会本会議での代表質問に対して、再選出馬への意思を表明[2]。
- 2014年11月14日 - 民主党と公明党が知事選挙での大村推薦を決定[3]。
- 2014年11月17日 - 愛知県社会保障推進協議会事務局長の小松民子が日本共産党などの支援を受ける形で出馬表明[4]。
- 2014年12月19日 - 大村が記者会見にて正式に再選出馬を表明し、公約などを発表[5]。
- 2015年1月15日 - 告示。上記の2候補が立候補を届け出[6]。
- 2015年2月1日 - 投開票。

## 選挙結果
知事選は投票日の2月1日に即日開票され、事前の予想通り、与野党相乗りの現職大村が共産党の支援を受けた新人小松に大差をつけて再選を決めた。投票率は1995年選挙に次ぐ過去二番目の低さだった。
- 投票率[8]：34.93％（投票者数2,053,718名）前回比－17.59％

| 当落 | 候補者名 | 所属党派 | 新旧 | 得票数    | 得票率 |
| ---- | -------- | -------- | ---- | --------- | ------ |
| 当   | 大村秀章 | 無所属   | 現職 | 1,629,147 | 80.63% |
|      | 小松民子 | 無所属   | 新人 | 391,308   | 19.37% |